# Constitución de la Confederación Granadina
La Constitución Política de la Confederación Granadina fue la Carta Política Nacional que rigió la vida constitucional de Colombia desde 1858 hasta 1863 cuando fue derogada por la Constitución de 1863. Esta constitución marcó el nacimiento del federalismo en el país, cambiando el nombre de la República de la Nueva Granada por el de Confederación Granadina.

## Principios fundamentales
La Confederación Granadina se componía de ocho estados, a los que se les otorgaron amplios poderes, incluida la posibilidad de legislar y elegir a su presidente (previamente designado por el gobierno central).
El artículo 8 establecía que todo lo que no fuese competencia del Gobierno de la Confederación sería responsabilidad de los Estados. La competencia del gobierno confederal se resumía en el artículo 15 de la constitución:
- La organización y reforma del gobierno nacional;
- Las relaciones de la confederación con las demás naciones;
- La defensa exterior de la confederación;
- El orden y la tranquilidad en el interior del país;
- La organización, dirección y sostenimiento de la fuerza pública;
- El crédito público de la confederación;
- La creación, organización, administración y aplicación de las rentas;
- La creación de nuevos Estados;
- La admisión de nuevos Estados, cuando pueblos independientes quieran unirse a la Confederación;
- El restablecimiento de la paz entre los Estados;
- La decisión de las cuestiones y diferencias que ocurran entre los Estados;
- La determinación de la ley, tipo, peso, forma y denominación de la moneda;
- El arreglo de los pesos, pesas y medidas oficiales;
- Todo lo concerniente a la legislación marítima y a la del comercio exterior y costanero;
- El mantenimiento de la libertad del comercio entre los Estados; La Confederación Granadina se componía de ocho estados, a los que se les otorgaron amplios poderes, incluida la posibilidad de legislar y elegir a su presidente (previamente designado por el gobierno central).[1]

El artículo 16 enumeraba las competencias que se compartían entre el gobierno central y los estados, los cuales serían el fomento de la instrucción pública, el servicio de correo y la concesión de privilegios exclusivos, o de auxilios para la apertura, mejora y conservación de las vías de comunicación.
Los artículos 41 a 46 especificaban la organización del poder ejecutivo de la confederación. El puesto de vicepresidente se eliminó mientras el presidente era elegido por 4 años por el Congreso.
Los senadores eran elegidos por 4 años mientras que el mandato de los diputados era de 2 años.